# 快乐东西
《快乐东西》是中国大陆拍摄的一部现代题材动画片，该作讲述了老北京胡同中一家人的日常生活。

## 剧情
故事发生在现代北京的胡同里，有这么一家四口，一对儿兄妹小东和小西，以及他们的父母，故事主要以单元剧的形式来展现他们以及他们身边的人的日常生活，同时，该作品用幽默的方式来说明一些生活的道理。

## 電視原聲
| 曲序 | 曲目                 | 演唱 |
| ---- | -------------------- | ---- |
| 1.   | 无题（第一部主题曲） | 戴兵 |

1. ↑  该电视剧集并没有详细的说明歌曲名字以及演唱者。

## 所获奖项
- 荣获第三届中国动画片奖
- 该作荣获第十九届中国电视文艺“星光奖”，获得“优秀电视动画节目”奖。

## 其他
- 该作导演王云飞的创作灵感来源于自己在北京打工的这段时间。

## 外部連結
- 豆瓣电影上《快乐东西》的資料 （简体中文）